# 抗老霜
抗老霜（英語：Anti-aging cream），主要成份為潤膚霜，且聲稱具備淡化皮膚歲月痕跡的美容保養品。皮膚衰老的跡象可以包括：鬆弛、皺紋、色素增生如黑斑、紅斑或老人斑等。資料顯示，部分市面上的抗老霜未能達到持久及顯著的效果，即使最頂級的產品，亦須要連續使用12個禮拜或以上，才可以最多減淡皺紋10%。另一研究發現，部分抗老霜的抗老效果與潤膚霜基本無異。隨着民眾護膚意識日益普及，抗老霜漸漸被推廣到男性市場，現已不再僅僅是一種女性主導產品。

## 成份
- 視黃醇，人體必需的13種維生素之一，是一種脂溶性抗氧化劑，具收細毛孔的效果[6]。
- 表皮生長因子，刺激表膚細胞及膠原蛋白的生長[7]。
- 果酸，用於延緩衰老。
- 活性肽，抑制酵素、調節免疫。
- 輔酶Q10，可抗氧化。
- 防曬霜
- 維生素C
- 維生素E，有助提升皮膚屏障。